# Operació Vespa
L'Operació Vespa (o  Avispa en la seva denominació original en castellà) va ser una operació policial espanyola contra mafies russo-georgianes, que operaven a Espanya amb la finalitat de blanquejar capitals provinents d'activitats il·lícites.
Va suposar la detenció, a partir del 17 de juny de 2005, de diversos membres i caps del crim organitzat provinent de països de l'antiga URSS, i ha estat considerada un dels majors cops rebuts per aquestes organitzacions en la dècada del 2000 per la notable jerarquia criminal dels implicats. Les investigacions de l'operació van permetre jutjar dos dels principals vor v zakone georgians, Zakhar Kalaixov i Tariel Oniani, que malgrat van fugir del primer dispositiu policial del 2005, van ser entregats a Espanya el 2006 i el 2011 respectivament. L'operació, dirigida pel jutge de l'Audiència Nacional Fernando Andreu, es va materialitzar en dues fases: una primera el juny de 2005, en es desplegà un dispositiu de 400 agents de la Guàrdia Civil i la Policia Nacional d'Espanya que va detenir 28 persones a Catalunya (Barcelona i Castelldefels), el País Valencià (Alacant, Oriola, Benissa i Altea) i Andalusia (Màlaga, Marbella, Torremolinos, Benalmádena i Fuengirola), i va intervenir 41 propietats i 800 comptes bancaris, i una segona el novembre de 2006 on es va detenir 12 persones a Madrid, Marbella i Yuncler de la Sagra (Toledo).

## Context i investigació prèvia

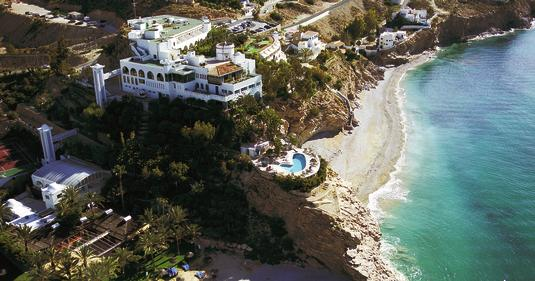
L'Hotel Montiboli de La Vila Joiosa va ser l'escenari, el març de 2003, d'una reunió (sjodka) de caps mafiosos georgians i russos que coordinaren les seves activitats de blanqueig a Espanya.

L'establiment de les diferents ramificacions de les màfies russes a la costa mediterrània era ja un fet constatat a finals de la dècada del 1990. L'expansió que aquestes organitzacions criminals havien experimentat després de la caiguda del règim soviètic, va fer que articulessin xarxes transnacionals per a invertir i blanquejar capitals. La política d'expedició de visats d'Espanya no va incloure massa mecanismes de control per a evitar l'entrada de membres d'organitzacions mafioses confosos entre els nous rics russos, que principalment es van establir en localitats de la Costa del Sol, el País Valencià i Catalunya.
Des de l'any 2000, el Servei d'Informació de la Guàrdia Civil (SIGC) mantenia un programa per a obtenir informació sobre la presència de membres del crim organitzat de l'antiga Unió Soviètica. Aquest havia identificat un destacat nucli a la zona d'Alacant, i situava Vitali Idrilov com a objectiu principal, un grup on també hi havia Zakhar Kalaixov, Vladimir Tiourine o Aleksandr Minine, entre d'altres, i que s'investigaven com a Operació Ogro. Es va tenir coneixement que Idrilov, rebia fons provinent de l'entramat americà dirigit per Semion Moguilévitx, que des de mitjans dels anys 90 havia blanquejat a través del Banc de Nova York importants quantitat de diners, prova de la connexió financera del blanqueig que es produïa a Espanya amb organitzacions clarament criminals. També investigaven un grup d'ucraïnesos establerts a una urbanització de l'Ametlla de Mar, que operaven a Tarragona, Barcelona i Almeria, investigació que es van judicialitzar sota el nom d’Operació Marbre Roig. A la vegada, la Unitat de Droga i Crim Organitzat (UDYCO) de la Policia Nacional d'Espanya, investigava Tariel Oniani, del clan Kutaissi, que residia a Catalunya i controlava una organització amb presència a l'àrea de Barcelona i alguna ramificació a Madrid. Aquesta facció georgiana controlava a través de Malchas Tetruashvili fins a 16 restaurants a Barcelona, a més d'altres inversions immobiliàries. També tenia influència en la regularització ràpida d'immigrants georgians a través de la Delegació del Govern espanyol a Barcelona.
El punt d'inflexió per a definir l'abast de l'Operació Vespa va ser la celebració d'una reunió (sjodka) a La Vila Joiosa, el març´de 2003, per part d'un nombrós grup de caps mafiosos que es van trobar per l'aniversari de Zakhar Kalaixov, i on es van coordinar per a estructurar les seves activitats de blanqueig a Espanya a través d'un entramat de societats. La reunió va ser vigilada per la Guàrdia Civil, que va confirmar el nivell jeràrquic dels diferents vor v zakone presents. A partir d'aleshores, la Fiscalia Anticorrupció va coordinar el treball dels diferents cossos policials en les investigacions, en que també col·laboraren l'Agència Tributària, el SEPBLANC (Servei Executiu de la Comissió de Prevenció del Blanqueig i Infraccions Monetàries), el CNI així com agències d'informació d'altres països. Pocs dels investigats podien justificar el seu nivell de vida, ja que controlàven tots els seus actius mitjançant testaferros. A banda de les activitats de blanqueig de coll blanc, les investigacions van posar al descobert la relació d'alguns d'ells amb d'altres delictes, així un cert grau d'interlocució amb sectors de la classe política i econòmica. La Fiscalia va presentar les acusacions al Jutjat d'Instrucció número 4 de l'Audiència Nacional, que dirigia Fernando Andreu, el 14 de juny de 2005.

## L'operació policial
El 17 de juny de 2005 els cossos policials van començar a entrar a domicilis a les 5:00, i algunes hores més tard s'hi realitzaren els escorcolls amb la presència de les comissions judicials. A Barcelona es van escorcollar 29 propietats entre cases i restaurants, inclosa la casa de Pedralbes de Tariel Oniani, que va aconseguir fugir en ésser advertit de l'operació policial hores abans. Entre els detinguts hi hagué la filla d'Oniani, Malchas Tetruashvili, Oleg Tchoubine, Aleksandr Minin, Konstantin Asatiani, Morab Gogiya o Mikhail Mdinaraze, entre d'altres. Vitali Idrilov va ser detingut el 24 de juny a l'Aeroport de Barcelona, quan tornava de Moscou en direcció a Alacant. La detenció Zakhar Kalaixov, que va fugir del dispositiu policial del 2005, es va produir el 7 de maig de 2006 a Dubai, quan assitita a la celebració de l'aniversari de l'històric vor v zakone Viatxeslav Ivankov (Yaponchik), i va ser entregat a les autoritats espanyoles el 13 de juny d'aquell mateix any.
En la segona fase de l'operació, realitzada el 23 de novembre de 2006, 12 persones van ser detingues a Madrid, Las Rozas de Madrid, Yuncler de la Sagra i Marbella, considerades en aquell moment una xarxa de l'entorn de Kalaixov, acusades dels presumptes delictes d'associació il·lícita, i blanqueig de capitals provinents de les pràctiques delictives comeses a Rússia i Geòrgia (especialment del joc il·legal en casinos). Aquesta xarxa també hauria realitzat tasques per a o ocultar, mitjançant canvis fraudulents, propietats i béns intervinguts a la primera fase de l'Operació Vespa. Quatre dels detinguts van ingressar a la presó. El juliol de 2017 va ser detingut l'antic subdelegat del govern espanyol a Catalunya Eduard Planells, investigat per possibles delictes de suborn, prevaricació i falsedat documental.

## Judicis i condemnes
L'any 2010 l'Audiència Nacional va condemnar Zakhar Kalaixov a set anys i mig de presó i una multa de 20 milions d'euros per un delicte continuat de blanqueig de capitals. En el mateix judici, van ser condemnats Mikhail Mdinaradze, Konstantin Asatiani, Oleg Vorontsov, Aleksandrr Minin i Natalia Serova per la seva relació amb la xarxa de blanqueig. Pocs dies després es va decretar l'ingrés a presó de Kalaixov per alt risc de fuga, ja que el 2006 havia sigut jutjat en rebel·lia a Geòrgia i condemnat a 18 anys de presó per associació il·lícita, i era reclamat per aquest país. L'any 2011, la sala segona del Tribunal Suprem va estimar parcialment un recurs de la Fiscalia i va augmentar fins a nou anys la condemna a Kalaixov, ja que considerava provada la condició de líder en l'organització criminal. Tot i que el març de 2010 havia sortit en llibertat provisional, el juny va tornar a ser detingut per atendre la petició d'extradició per part de Geòrgia. L'Audiència Nacional va autoritzar l'extradició de Kalaixov a aquell país, on l'esperava una llarga condemna de presó. Però finalment, el 2014 el Tribunal Suprem va estimar la petició de la defensa de Kalaixov i l'expulsà a Rússia.

L'any 2015 es van arxivar les acusacions que la Fiscalia havia presentat contra Eduard Planells, en referència a les irregularitats i el tracte de favor cap a membres de la xarxa d'Oniani.
L'any 2019 l'Audiència Nacional va condemnar catorze integrants del grup d'Oniani amb prou feines d'entre dos i sis mesos de presó per delictes d'associació il·lícita i/o blanqueig de capital, amb l'atenuant d'una excessiva dilació en el procediment. Tretze dels condemnats tenien un acord previ amb la Fiscalia on reconeixien els càrrecs. Entre ells, Malchas Tetruashvili, titular de l'entramat societari de l'organització, que va acceptar una condemna de 5 mesos de presó i una multa de 52632 euros. Per la seva banda, Tariel Oniani va ser detingut a Rússia el 2009, i condemnat a presó per un delicte de segrest en aquell país. Va ser extradit a Espanya per a ser interrogat el 2011, tot i que va retornar a Rússia per seguir complint condemna. Tornà a ser extradit el 2019 i el seu judici se celebrà el 2020. Durant aquest, la Fiscalia va retirar de les acusacions contra Oniani el delicte de blanqueig, rebaixant la seva petició a quatre anys de presó. Va ser condemant per l'Audiència Nacional per un delicte d'associació il·lícita a quatre anys de presó i una multa de 35.000 euros, considerant-se provat que era el cap màxim de l'organització criminal Kutaissi en la seva condició de vor v zakone.

## Conseqüències

### Amenaces de represàlies i pressions
EL desenvolupament de l'operació policial i els posteriors processos judicials van provocar diversos gestos de pressió cap als estaments implicats. Algunes fonts assenyalen que després de les detencions, organitzacions criminals van planejar enviar sicaris per temptar contra autoritats policials i judicials implicades en l'operatiu, que van provocar l'adopció de mesures de seguretat per part del Ministeri de l'Interior espanyol. També es van produir amenaces de mort contra persones de l'entorn de la Fiscalia, que d'altra banda va rebre atacs informàtics als ordinadors dels fiscals Fernández Bermejo, José Grinda i Martínez Madero. Altres fets destacables són la petició oficial d'un diputat de la Duma russa d'alliberar Kalaixov mentre era empresonat a Espanya, així com el suborn de funcionaris de presons per a poder evitar el règim d'aïllament del vor georgià.

### Enfrontament entre les màfies
L'Operació Vespa va suposar una desestabilització de la correlació de forces entre els diferents lideratges i organitzacions de les màfies russo-georgianes. La relació d'enemistat entre Tariel Oniani amb Aslan Usoian va créixer, ja que aquest últim va donar suport a Laixa Xuixanaixvili com a successor de Kalaixov en la gestió d'actius econòmics de la trama espanyola. Onniani i Usoian es van retirar mútuament el reconeixement com a vor v zakone, desencadenant un enfrontament que suposadament va derivar en l'assassinat del mateix Usoian o Viatxeslav Ivankov.